# Тимур и его команда (балет Агафонникова)
«Тимур и его команда» — балет в двух действиях по мотивам повести А. Гайдара «Тимур и его команда». Спектакль Большого театра СССР и Московского хореографического училища.

## История
Премьера балета состоялась 9 мая 1986 года. Первая постановка была осуществлена силами Большого театра на сцене Кремлёвского Дворца съездов. Сценарист и балетмейстер Андрей Борисович Петров, музыка Владислава Германовича Агафонникова, дирижёр Александр Александрович Лавренюк, художник Валерий Яковлевич Левенталь. Было дано 7 спектаклей. М. Юрьева в газете «Советская культура» от 17 мая 1986 года отзывалась о балете как об очень удачном, добром и современном балете для детей. «Тимур и его команда» помогают приобщить юных зрителей к балету.

## Либретто
В дачном поселке в Подмосковье остаются две сестры Ольга и Женя, их отец уехал на фронт. Дачу обыскали хулиганы — Квакин и его компания, они же отняли у Жени будёновку отца. Тимур пытается утешить Женю. Тимур хочет, чтобы Квакин перестал проникать в чужие сады, но Квакин и его друзья не собираются идти навстречу и запирают Тимура в часовне. Его пытаются спасти друзья. Квакинцы опять собираются пролезть в чужие сады, но сопротивление им оказывают белые привидения — это Тимур, Женя и другие ребята.

## Действующие лица
- Тимур — артист балета А. Петухов
- Гейка — А. Глазшнейдер
- Коля — А. Никонов
- Таня — Ю. Чичева
- Ольга — Е. Борисова
- Женя — Н. Маландина
- Полковник Александров — артист балета А. Меланьин
- Георгий — артист балета А. Малыхин
- Фигура — И. Бережной
- Первый квакинец — К. Немоляев
- Второй квакинец — Р. Миронов
- Дедушка — А. Ильин
- Профессор — Д. Маликов
- Мамаша — М. Кит
- Бабушка — О. Кряжева[1].